# Лидбитеров посум
Лидбитеров посум (Gymnobelideus leadbeateri) је врста сисара торбара из породице торбарских летећих веверица (Petauridae).

## Распрострањење
Ареал врсте је ограничен на једну државу. Аустралија је једино познато природно станиште врсте.

## Станиште
Станишта врсте су шуме и мочварна подручја.

## Начин живота
Лидбитеров посум прави гнезда.

## Угроженост
Ова врста се сматра угроженом.